# White Cloud
White Cloud o Wabokieshiek (1794-1841) fou un profeta sauk-winnebago, conegut com a La Llum o White Cloud, amic i conseller de Black Hawk. Era enemic acèrrim dels blancs, i les seves visions i profecies, acompanyades dels falsos informes enviats a Black Hawk pel seu lloctinent Neapope, el conduïren a la Guerra del 1832. Després de la derrota de Bad Axe, s'escapà, però els winnebago l'entregaren als americans, que el tancaren a la fortalesa de Ft. Monroe. Alliberat, quan els sauk foren traslladats a Kansas s'establí entre els winnebago, on va morir.